# Armorial des freguesias de Porto de Mós
- il comporte peu ou pas de sources.
- il reste des blasons à dessiner dans cet armorial.

Cette page donne les armoiries (figures et blasonnements) des freguesias de Porto de Mós. 
| Image | Nom de la commune et blasonnement |
| ----- | --------------------------------- |
|       | Alcaria                           |
|       | Alqueidão da Serra                |
|       | Alvados                           |
|       | Arrimal                           |
|       | Calvaria de Cima                  |
|       | Juncal                            |
|       | Mendiga                           |
|       | Mira de Aire                      |
|       | Pedreiras                         |
|       | São Bento                         |
|       | São João Baptista                 |
|       | São Pedro                         |
|       | Serro Ventoso                     |